# Music Station
A Music Station (ミュージックステーション; Hepburn: Myūjikku Sutēshon; stilizálva MUSIC STATION) japán zenei televízióműsor, melyet 1986. október 24. óta sugároz a TV Asahi. A műsor M szute (Mステ; Hepburn: Emu Sute), MS (エムエス; Hepburn: Emu Esu) és M Station (Mステーション; Hepburn: Emu Sutēshon) néven is ismert.
A műsor 2007 márciusa óta az Animax hálózatán Délkelet-Ázsiában, Hongkongban, Tajvanon és számos más régióban is látható. Az Egyesült Államokban és Kanadában az NHK TV Japan, míg Hongkongban a TVB J2 adóján, illetve Szingapúrban a Hello Japan! és Kínában a CCTV-15 adókon is fogható.

## Története
A Music Station, hasonlóan az amerikai TRL-hez vagy a brit Top of the Popshoz heti rendszerességű egyórás műsor. Műsoridejét különböző előadások, illetve kislemezlisták és egyéb szegmensek teszik ki. A műsorban nem csak japán, hanem számos nemzetközi előadó, így többek között az O-Zone, a Cardigans, Scatman John, Babyface, Me & My, a Mr. Big, a Green Day, a Fishbone, a Blow Monkeys, Deborah Gibson, Tiffany, a Swing Out Sister, a Kiss, az Aerosmith, a Bon Jovi, a Boyz II Men, Lenny Kravitz, Meja, Charlotte Church, Alanis Morissette, Enya, a Destiny’s Child, a t.A.T.u, Michelle Branch, Shakira, Alicia Keys, Busta Rhymes, Beyoncé, Holly Valance, Mariah Carey, Avril Lavigne, Hilary Duff, az Offspring, Ana Johnsson, a Backstreet Boys, Stevie Wonder, James Blunt, a Red Hot Chili Peppers, Daniel Powter, Fergie, Sarah Brightman, Delta Goodrem, a U2, John Legend, Kanye West, a My Chemical Romance, a Maroon 5, Leona Lewis, Flo Rida, Lady Gaga, a Black Eyed Peas, az Oasis, Christina Aguilera, Norah Jones, Redfoo, Taylor Swift, Rihanna, a Linkin Park, Ne-Yo, Carly Rae Jepsen, a Strypes, Bruno Mars, a Little Mix, a One Direction, Katy Perry, a Coldplay, Pharrell Williams, Ariana Grande, illetve számtalan K-pop–előadó is fellépett.
A műsort 2022. október 7. óta Tamori és Szuzuki Szarasza vezeti, akik az előadások között szórakoztatják a közönséget. Tamori híres japán komikus, aki a műsor 1989-es indulása óta, több mint 4000 epizódon keresztül vezeti azt. 2000 és 2004 között Emi Takeucsi volt a társműsorvezető, akit Do Mariko váltott 2004 és 2008 között. Do első szereplésére 2004. április 9-én, egy háromórás különadásban került sor. Do csatlakozása meglepte a médiát, hiszen új volt a szakmában és a TV Asahi mindössze kilenc nappal az előtt vette fel, hogy főműsoridős program vezetésével bízták volna meg. Négy és fél év után, 2008. szeptember 12-én, egy őszi különadásban hagyta ott a műsort. Szerepét Takeucsi Josie vette át 2008. október 3. és 2013. szeptember 27. között. Őket 2013. október 18. és 2018. szeptember 17. között Hironaka Ajaka, 2018. október 19. és 2022 szeptember 23. között pedig Namiki Marina váltotta.
A műsor ezredik epizódja 2010. február 12-én került adásba.
A Music Station 25. évfordulóját egy YouTube-csatorna nyitásával és egy internetes műsorral, a Young Guns on the Webbel ünnepelték.

## Szegmensek
Music Station számos heti rendszerességű szegmensnek ad otthont, amik közül tematikájukat tekintve a leggyakoribbak a különböző ranglisták.

### CD Single Weekly Hit Ranking
A Music Station heti CD kislemezlistájában az adott hét 10 legjobban fogyó kislemezét mutatják be. A műsor ranglistája nem egyezik meg az Oriconéval, hiszen az Oricon hétfőtől vasárnapig tartó időszakot, míg a Music Station a péntektől csütörtökig tartó időszakot veszi figyelembe. Ez a szegmens a program 1986-os indítása óta csaknem minden epizódban szerepel. A legtöbb sikeres japán előadó fellép a műsorban, ha a kislemezük személyes vagy országos eladási rekordot állít be.

### CD Album Hit Ranking
A CD albumlista ugyan nem szerepel olyan régóta a műsorban, mint a heti CD kislemezlista, azonban még így is a program egyik legrégebb óta futó szegmense. A CD albumlista a havi albumeladásokat összegzi, kiemelve a legsikeresebb és a bemutatkozó kiadványokat. Amikor egy japán előadó megjelentet egy új albumot, akkor gyakran feltűnik a Music Stationben, hogy beszélgessen a műsorvezetőkkel és hogy népszerűsítse a kiadványát.

### M Topics
A Music Station műsoridejében a legtöbb héten helyet kap az M Topics (Mトピ) nevű szegmens is, melyben a japán zenei piac aktuális eseményeit tárgyalják ki részletesebben.

### Beszélgetések
A beszélgetések a Music Station rendszeres, egyik legrégebb óta jelenlévő szegmensei, melyben gyakran új előadók vagy színészek beszélgetnek az új projektjeikről. A társműsorvezető gyakran a közönség kérdéseit is feltette a vendégeknek, azonban 2005 júliusa óta ezzel felhagytak a beérkező kérdések számának megcsappanása miatt.

### Mini Music Station
2002. október 18. óta a „Mini Music Station” szegmens is részét képezi a műsornak. Ez a szegmens rövid, 2 perces és a Music Station előtti reklámszünet előtt adják le. A műsorvezető vált néhány szót az adott epizód 1–2 vendégével, majd bemutatják a többi vendéget is.

### Young Guns
A Young Guns szegmens szórványosan kerül adásba. Az előadók első Music Stationös szereplésükkor a Young Guns szegmensben kapnak helyet, melyben bemutatkoznak, majd egy rövid interjú után előadják az éppen népszerűsített dalukat.

### A Young Gunsban fellépő előadók listája
| Név                               | Dátum                | Előadott dal                                                             |
| --------------------------------- | -------------------- | ------------------------------------------------------------------------ |
| High and Mighty Color Under Graph | 2005. február 18.    | Pride Cubasza                                                            |
| Yui                               | 2005. február 25.    | Feel My Soul                                                             |
| Se7en                             | 2005. március 4.     | Hikari                                                                   |
| K                                 | 2005. március 11.    | Over…                                                                    |
| Sónan no kaze                     | 2005. április 22.    | Karaszu                                                                  |
| Rie fu                            | 2005. április 29.    | I Wanna Go to a Place…                                                   |
| Okuda Mivako                      | 2005. május 27.      | Ame to jume no ato ni                                                    |
| Depape                            | 2005. június 10.     | Start                                                                    |
| Cubakija sidzsúszó                | 2005. június 17.     | Adzsiszai                                                                |
| Def Tech                          | 2005. június 24.     | My Way és Konomama                                                       |
| Younha                            | 2005. szeptember 2.  | Hókibosi és Touch                                                        |
| Beat Crusaders                    | 2005. szeptember 16. | I Can See Clearly Now és Feel                                            |
| AAA                               | 2005. szeptember 16. | Blood on Fire                                                            |
| Kato Miliyah                      | 2005. szeptember 4.  | Dzsónecu                                                                 |
| Home Made kazoku                  | 2006. január 20.     | Salvia no cubomi                                                         |
| Aqua Timez                        | 2006. január 27.     | Tósindai no Love Song                                                    |
| Andó Júko                         | 2006. február 10.    | Nózen kacura (Reprise)                                                   |
| U-ka Szaegusza in dB              | 2006. február 17.    | Ai no vana                                                               |
| SunSet Swish                      | 2006. március 17.    | My Pace                                                                  |
| Ikimono-gakari                    | 2006. április 21.    | Sakura                                                                   |
| Kamiki Aja                        | 2006. április 28.    | Pierrot                                                                  |
| mihimaru GT                       | 2006. május 5.       | Kibun dzsódzsó                                                           |
| Angela Aki                        | 2006. június 2.      | This Love                                                                |
| Captain Straydum                  | 2006. június 9.      | Fúszen Gum                                                               |
| Seamo                             | 2006. augusztus 4.   | Lupin the Fire                                                           |
| Jinn                              | 2006. augusztus 18.  | Raine                                                                    |
| Suemitcu & The Suemith            | 2006. augusztus 25.  | Astaire                                                                  |
| Fumido                            | 2006. szeptember 1.  | Itosi teru                                                               |
| Takina Szacsi                     | 2006. szeptember 8.  | Szaikó no kataomoi                                                       |
| Chatmonchy                        | 2006. november 17.   | Shangri-La                                                               |
| Funky Monkey Babys                | 2007. február 2.     | Lovin’ Life                                                              |
| Jyongri                           | 2007. február 23.    | Possession                                                               |
| Superfly                          | 2007. április 6.     | Hello Hello                                                              |
| Atari Kószuke                     | 2007. május 18.      | Hana                                                                     |
| ET-King                           | 2007. június 1.      | Itosii hitoe                                                             |
| Stephanie                         | 2007. június 8.      | Kimi ga iru kagiri                                                       |
| Doping Panda                      | 2007. június 15.     | I’ll Be There                                                            |
| Macusita Nao                      | 2007. július 13.     | Moonshine (cukiakari)                                                    |
| Monkey Majik                      | 2007. július 27.     | Sora va marude                                                           |
| RSP                               | 2007. augusztus 17.  | Lifetime Respect (onna-hen)                                              |
| Perfume                           | 2008. január 18.     | Baby Cruising Love                                                       |
| Aoyama Thelma feat. SoulJa        | 2008. január 25.     | Szoba ni iru ne                                                          |
| Simizu Sóta                       | 2008. február 22.    | Home                                                                     |
| Sotte Bosse                       | 2008. március 7.     | Hirari                                                                   |
| Fukuhara Miho                     | 2008. április 25.    | Change                                                                   |
| Base Ball Bear                    | 2008. május 9.       | changes                                                                  |
| Karijusi58                        | 2008. május 16.      | Ukuiuta                                                                  |
| Kimaguren                         | 2008. május 30.      | Life                                                                     |
| Hata Motohiro                     | 2008. június 6.      | Nidzsi ga kieta hi                                                       |
| Nico Touches the Walls            | 2008. augusztus 15.  | Broken Youth                                                             |
| Girl Next Door                    | 2008. szeptember 5.  | Gúzen no kakuricu                                                        |
| flumpool                          | 2008. október 17.    | Hana ni nare                                                             |
| Scandal                           | 2008. október 24.    | Doll                                                                     |
| MiChi                             | 2008. november 7.    | Promise                                                                  |
| Lil’B Enomoto Kurumi              | 2008. november 28.   | Kimini utatta Love Song Bóken szuiszei                                   |
| monobright                        | 2009. január 16.     | Anata Magic                                                              |
| lego big morl                     | 2009. február 20.    | Ray                                                                      |
| Rock’a’Trench                     | 2009. március 6.     | My SunShine                                                              |
| Dew                               | 2009. március 27.    | Thank You                                                                |
| Sid                               | 2009. május 1.       | Uszo                                                                     |
| 9mm Parabellum Bullet             | 2009. június 5.      | Black Market Blues                                                       |
| May J.                            | 2009. június 19.     | Garden                                                                   |
| Nisino Kana                       | 2009. július 10.     | Kimini aitaku narukara                                                   |
| lecca                             | 2009. augusztus 14.  | For You                                                                  |
| Hilcrhyme                         | 2009. október 23.    | Sunkasútó                                                                |
| Galileo Galilei                   | 2010. március 5.     | Hamanaszu no hana                                                        |
| 9mm Parabellum Bullet             | 2010. április 23.    | The Revolutionary - Az együttes második szereplése a szegmensben         |
| Does                              | 2010. április 30.    | Bakucsi Dancer                                                           |
| Jasmine                           | 2010. május 21.      | Dreamin’                                                                 |
| Abe Mao                           | 2010. június 4.      | Lonely                                                                   |
| moumoon                           | 2010. július 30.     | Sunshine Girl                                                            |
| Weaver                            | 2010. augusztus 27.  | Bokura no eien (nando umarekavatte mo, te vo cunagitai dake no aidakara) |
| Naoto Inti Raymi                  | 2011. május 13.      | Ima no kimi vo vaszurenai                                                |
| Szone Jukie                       | 2011. június 10.     | Home                                                                     |
| miwa                              | 2011. június 17.     | 441                                                                      |
| Hosino Gen                        | 2012. július 27.     | Jume no szoto e                                                          |
| Champagne                         | 2013. február 1.     | starrrrrrr                                                               |
| Ishizaki Huey                     | 2013. május 17.      | Jakan hikó                                                               |
| Rihwa                             | 2013. május 31.      | Last Love                                                                |
| The Mirraz                        | 2013. június 7.      | Manacu no tondenhei (Yeah! Yeah! Yeah!)                                  |
| CreepHyp                          | 2013. augusztus 2.   | Jú, szanszan                                                             |
| Spyair                            | 2013. augusztus 9.   | Gendzsó Destruction                                                      |
| androp                            | 2013. augusztus 23.  | Voice                                                                    |
| Geszu no kivami otome             | 2014. augusztus 29.  | Rjókiteki na Kiss vo vatasi ni site                                      |
| Charisma.com                      | 2016. február 19.    | Subliminal Diet                                                          |
| Szuijóbi no Campanella            | 2016. február 26.    | Momotaró                                                                 |
| La PomPon                         | 2016. március 25.    | Unmei no Roulette mavasite                                               |

## Éves különadások
A Music Station éves rendszerességgel tart különféle különadásokat, így például legjobb szezonális dalok vagy évfordulós különadásokat, melyek általában 2–3 órásak. Több ilyen adásban nem lép fel egyetlen előadó sem, hanem a műsorvezetők beszélik meg a műsor történetét.

## Super Live
1992-ben a Music Station bemutatta a legnagyobb éves rendszerességű eseményét, a Super Live-ot. A Super Live egy év végi ünnepkoncert, amely általában decemberben, a karácsony előtti vagy utáni napon kerül adásba. A műsor alatt a fellépőket arról kérdezik, hogy milyen volt az elmúlt év és mik a terveik a következő évre. A különadás eredetileg 3 órás volt, azonban 2003. óta 4 órásra lett kibővítve. A Super Live-on gyakran 20–40 előadó is fellép.